# John Vanderlyn
John Vanderlyn (18 de octubre de 1775 - 23 de septiembre de 1852) fue un pintor neoclásico estadounidense, nacido en Kingston, Nueva York.
Estudió con el escocés Archibald Robinson (1765-1835) y, posteriormente, con Gilbert Stuart en Philadelphia y copió algunos de los retratos de Stuart, incluyendo uno de Aaron Burr.

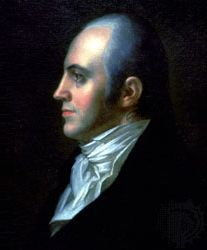
Retrato de Aaron Burr, 1809, protector del pintor Vanderlyn

Fue protegido de Aaron Burr, quien en 1796 lo envió a París, donde estudió durante cinco años. Regresó a los Estados Unidos en 1801 y vivió en la casa de Burr, por entonces vicepresidente, donde pintó a Burr y su hija. En 1802 pintó dos vistas de las cataratas del Niágara, que fueron grabadas y publicadas en Londres en 1804. Volvió a París en 1803, visitando también Inglaterra en 1805, donde pintó la Muerte de Bliss McCrea para Joel Barlow. Luego fue a Roma, donde pintó su Mario entre las ruinas de Cartago, que fue expuesto en París y que obtuvo la medalla de oro de Napoleón. Estuvo en París durante siete años, con gran éxito; de 1812 es el desnudo Ariadna. Cuando Aaron Burr huyó a París, Vanderlyn fue durante un tiempo su único apoyo.
Regresó a los Estados Unidos en 1815, donde destacó con retratos de hombres eminentes como Washington (para la Cámara de Representantes de los Estados Unidos), James Monroe, John C. Calhoun, Gobernador Joseph C. Yates, Gobernador George Clinton, Andrew Jackson, y Zachary Taylor. También exhibió panoramas de diversas ciudades donde había estado, pero ninguna de sus obras le dio un gran éxito financiero debido a que trabajaba con lentitud.
En 1842 el Congreso le encargó pintar La llegada de Colón Contrató a un artista francés que, se dice, ejecutó la mayor parte de la obra. Fue grabado para los billetes de cinco dólares. Murió en la pobreza en Kingston, Nueva York, en 1852.

## Galería

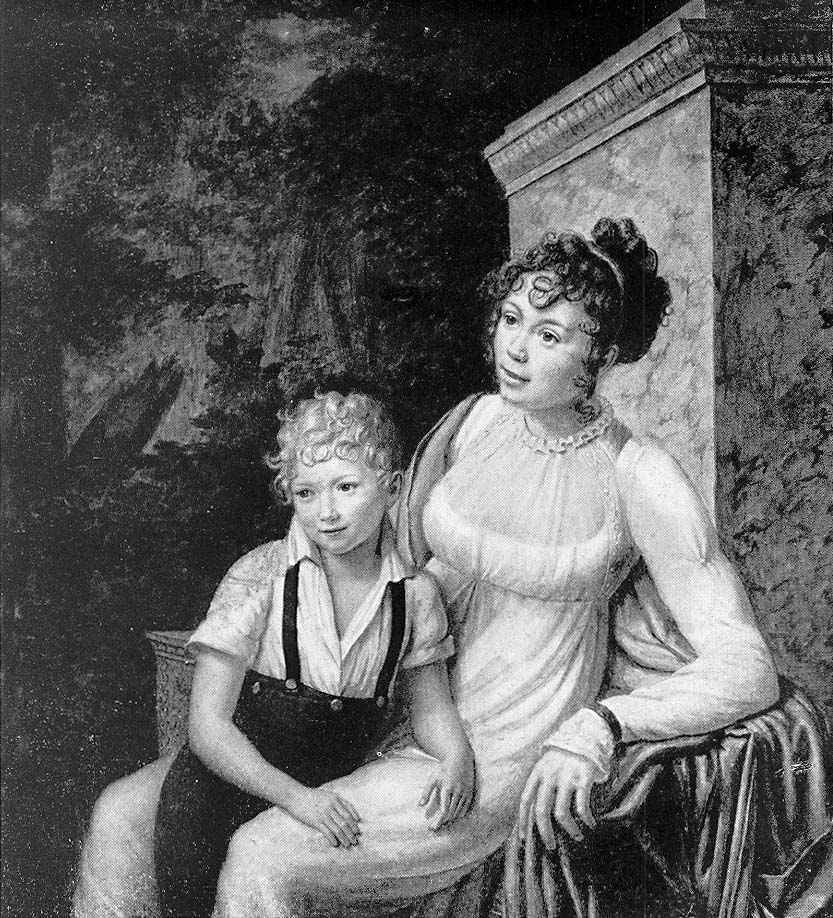
Retrato de una madre y su hijo, h. 1800
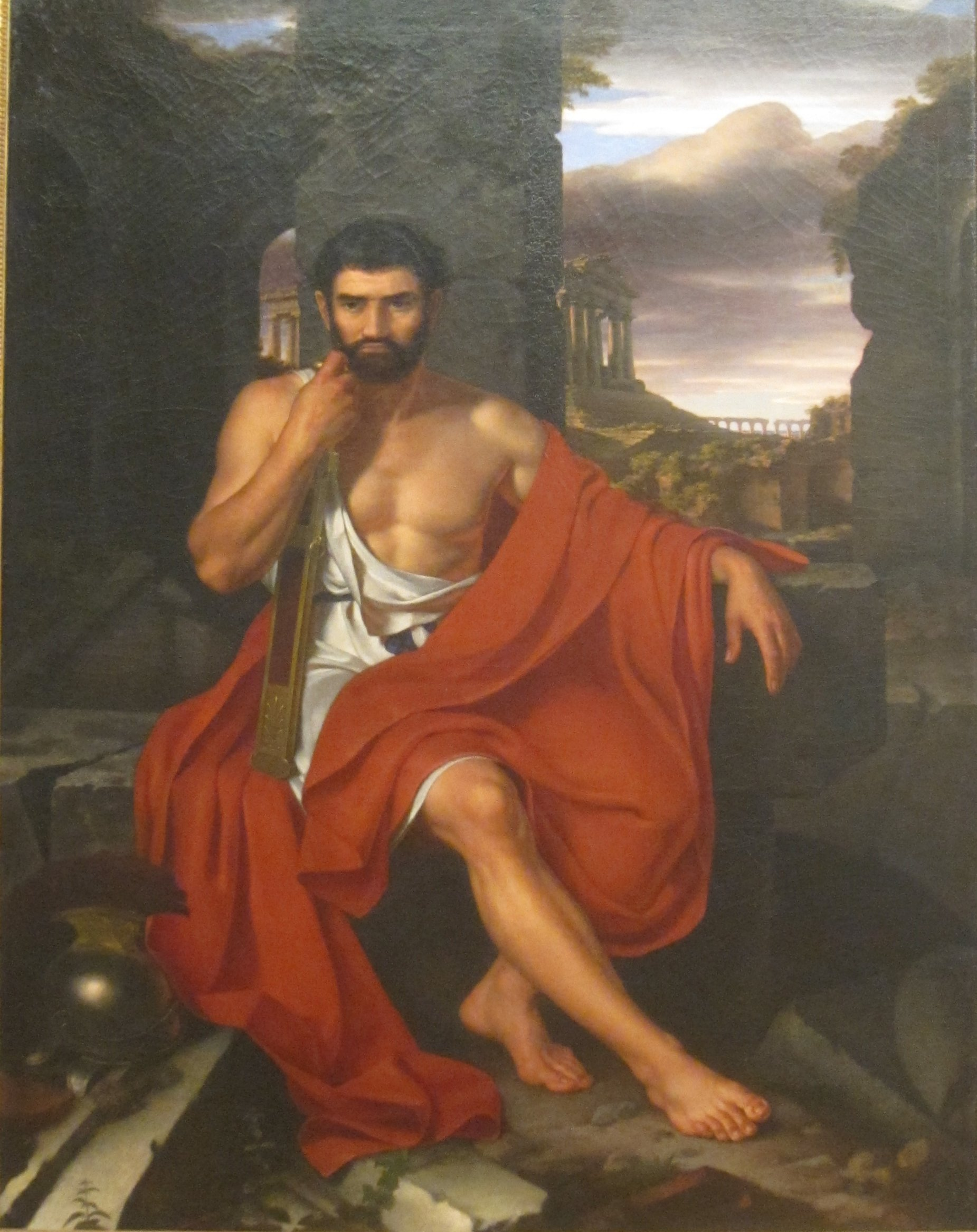
La pintura Mario entre las ruinas de Cartago, 1807
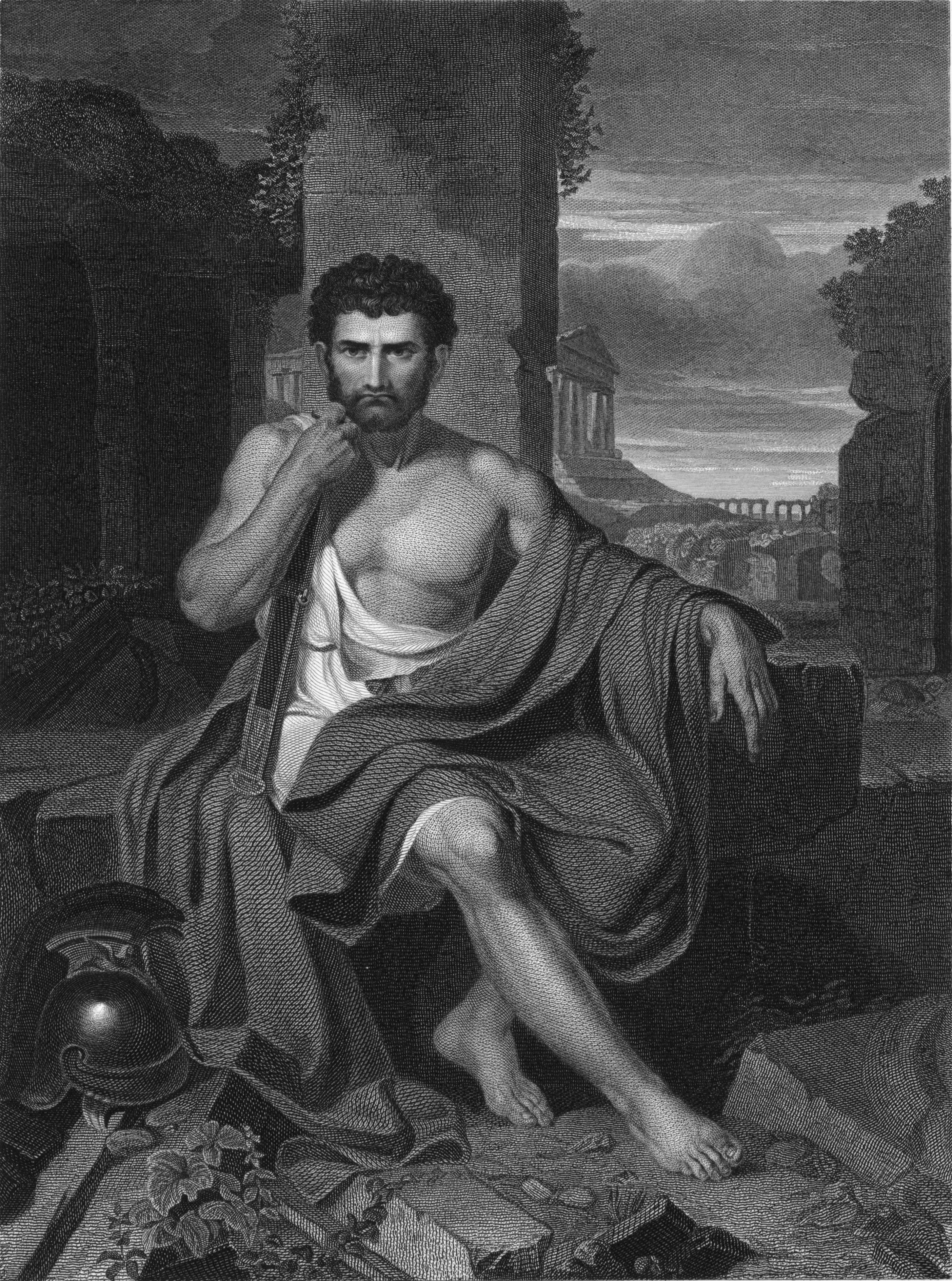
Un grabado de Mario entre las ruinas de Cartago
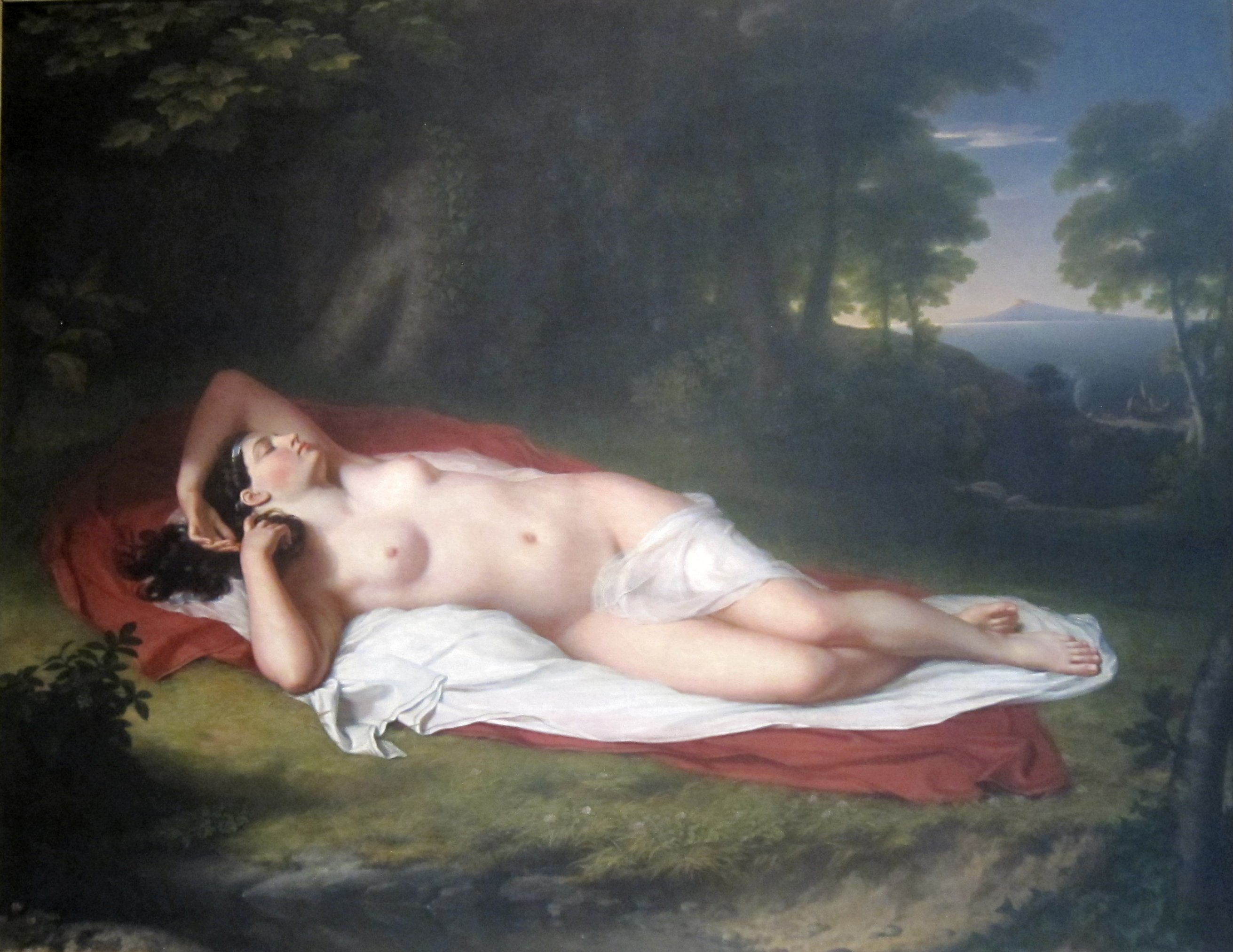
Ariadna en Naxos, h. 1808–12